# Seznam ultraprominentních vrcholů v Evropě
Toto je seznam ultraprominentních vrcholů v Evropě. Ultraprominentní vrchol (též ultra) je vrchol s prominencí nad 1500 metrů.

## V Evropě
| #   | Vrchol                       | Země                       | Výška m n. m. | Promi nence | Klíč. sedlo | Oblast                            |
| --- | ---------------------------- | -------------------------- | ------------- | ----------- | ----------- | --------------------------------- |
| 1   | Mont Blanc                   | Francie/ Itálie            | 4808 m        | 4695 m      | 0113 m      | Alpy                              |
| 2   | Etna                         | Itálie (Sicílie)           | 3323 m        | 3323 m      | 0000 m      | Itálie a přilehlé ostrovy         |
| 3   | Mulhacén                     | Španělsko                  | 3479 m        | 3285 m      | 0194 m      | Pyrenejský poloostrov             |
| 4   | Pico de Aneto                | Španělsko                  | 3404 m        | 2812 m      | 0592 m      | Pyrenejský poloostrov             |
| 5   | Monte Cinto                  | Francie (Korsika)          | 2706 m        | 2706 m      | 0000 m      | Itálie a přilehlé ostrovy         |
| 6   | Corno Grande                 | Itálie                     | 2912 m        | 2476 m      | 0436 m      | Itálie a přilehlé ostrovy         |
| 7   | Musala                       | Bulharsko                  | 2925 m        | 2473 m      | 0432 m      | Balkánský poloostrov              |
| 8   | Psiloritis (Idi)             | Řecko (Kréta)              | 2456 m        | 2456 m      | 0000 m      | Řecké ostrovy a Peloponés         |
| 9   | Grossglockner                | Rakousko                   | 3798 m        | 2428 m      | 1370 m      | Alpy                              |
| 10  | Galdhøpiggen                 | Norsko                     | 2469 m        | 2372 m      | 0097 m      | Skandinávie                       |
| 11  | Mytikas (Olymp)              | Řecko                      | 2919 m        | 2355 m      | 0564 m      | Balkánský poloostrov              |
| 12  | Gerlachovský štít            | Slovensko                  | 2655 m        | 2355 m      | 0300 m      | Karpaty                           |
| 13  | Ponta do Pico                | Portugalsko (Azory)        | 2351 m        | 2351 m      | 0000 m      | Ostrovy Atlantiku                 |
| 14  | Profitis Ilias (Taygetos)    | Řecko                      | 2404 m        | 2344 m      | 0060 m      | Řecké ostrovy a Peloponés         |
| 15  | Finsteraarhorn               | Švýcarsko                  | 4274 m        | 2279 m      | 1995 m      | Alpy                              |
| 16  | Beerenberg                   | Norsko (Jan Mayen)         | 2277 m        | 2277 m      | 0000 m      | Ostrovy Severního ledového oceánu |
| 17  | Wildspitze                   | Rakousko                   | 3768 m        | 2261 m      | 1507 m      | Alpy                              |
| 18  | Piz Bernina                  | Švýcarsko                  | 4049 m        | 2234 m      | 1815 m      | Alpy                              |
| 19  | Hochkönig                    | Rakousko                   | 2941 m        | 2181 m      | 0760 m      | Alpy                              |
| 20  | Velký Korab                  | Albánie/ Severní Makedonie | 2764 m        | 2169 m      | 0595 m      | Balkánský poloostrov              |
| 21  | Dufourspitze (Monte Rosa)    | Švýcarsko                  | 4634 m        | 2165 m      | 2469 m      | Alpy                              |
| 22  | Hoher Dachstein              | Rakousko                   | 2995 m        | 2136 m      | 0859 m      | Alpy                              |
| 23  | Marmolada                    | Itálie                     | 3343 m        | 2134 m      | 1209 m      | Alpy                              |
| 24  | Hvannadalshnjúkur            | Island                     | 2110 m        | 2110 m      | 0000 m      | Ostrovy Severního ledového oceánu |
| 25  | Parângul Mare                | Rumunsko                   | 2519 m        | 2103 m      | 0416 m      | Karpaty                           |
| 26  | Monte Viso                   | Itálie                     | 3841 m        | 2062 m      | 1779 m      | Alpy                              |
| 27  | Triglav                      | Slovinsko                  | 2864 m        | 2048 m      | 0816 m      | Alpy                              |
| 28  | Moldoveanu                   | Rumunsko                   | 2544 m        | 2046 m      | 0498 m      | Karpaty                           |
| 29  | Barre des Écrins             | Francie                    | 4102 m        | 2045 m      | 2057 m      | Alpy                              |
| 30  | Pachnes (Lefka Ori)          | Řecko (Kréta)              | 2453 m        | 2038 m      | 0415 m      | Řecké ostrovy a Peloponés         |
| 31  | Maja e Jezercës              | Albánie                    | 2694 m        | 2036 m      | 0658 m      | Balkánský poloostrov              |
| 32  | Säntis                       | Švýcarsko                  | 2502 m        | 2015 m      | 0487 m      | Alpy                              |
| 33  | Athos                        | Řecko (Athos)              | 2030 m        | 2012 m      | 0018 m      | Balkánský poloostrov              |
| 34  | Ortler                       | Itálie                     | 3905 m        | 1953 m      | 1952 m      | Alpy                              |
| 35  | Cima Valdritta (Monte Baldo) | Itálie                     | 2218 m        | 1950 m      | 0268 m      | Alpy                              |
| 36  | Torre de Cerredo             | Španělsko                  | 2648 m        | 1931 m      | 0717 m      | Pyrenejský poloostrov             |
| 37  | Gran Paradiso                | Itálie                     | 4061 m        | 1888 m      | 2173 m      | Alpy                              |
| 38  | Pizzo di Coca                | Itálie                     | 3050 m        | 1878 m      | 1172 m      | Alpy                              |
| 39  | Cima Dodici                  | Itálie                     | 2336 m        | 1874 m      | 0462 m      | Alpy                              |
| 40  | Plakes (Kyllini)             | Řecko                      | 2376 m        | 1870 m      | 0506 m      | Řecké ostrovy a Peloponés         |
| 41  | Ossa                         | Řecko                      | 1978 m        | 1854 m      | 0124 m      | Balkánský poloostrov              |
| 42  | Punta La Marmora             | Itálie (Sardinie)          | 1834 m        | 1834 m      | 0000 m      | Itálie a přilehlé ostrovy         |
| 43  | Monte Amaro                  | Itálie                     | 2795 m        | 1812 m      | 0983 m      | Itálie a přilehlé ostrovy         |
| 44  | Spathi (Dikti)               | Řecko (Kréta)              | 2148 m        | 1798 m      | 0350 m      | Řecké ostrovy a Peloponés         |
| 45  | Haute Cime (Dents du Midi)   | Švýcarsko                  | 3257 m        | 1796 m      | 1461 m      | Alpy                              |
| 46  | Maja e Papingut              | Albánie                    | 2482 m        | 1792 m      | 0690 m      | Balkánský poloostrov              |
| 47  | Vichren                      | Bulharsko                  | 2914 m        | 1783 m      | 1131 m      | Balkánský poloostrov              |
| 48  | Pangeo                       | Řecko                      | 1956 m        | 1773 m      | 0183 m      | Balkánský poloostrov              |
| 49  | Narodnaja                    | Rusko                      | 1895 m        | 1772 m      | 0123 m      | Ural                              |
| 50  | Chamechaude                  | Francie                    | 2082 m        | 1771 m      | 0311 m      | Alpy                              |
| 51  | Peleaga                      | Rumunsko                   | 2509 m        | 1759 m      | 0750 m      | Karpaty                           |
| 52  | Kajmakčalan                  | Řecko/ Severní Makedonie   | 2528 m        | 1758 m      | 0770 m      | Balkánský poloostrov              |
| 53  | Kebnekaise                   | Švédsko                    | 2113 m        | 1754 m      | 0359 m      | Skandinávie                       |
| 54  | Zugspitze                    | Německo/ Rakousko          | 2962 m        | 1750 m      | 1212 m      | Alpy                              |
| 55  | Dirfi                        | Řecko (Euboia)             | 1743 m        | 1743 m      | 0000 m      | Řecké ostrovy a Peloponés         |
| 56  | Jiehkkevárri                 | Norsko                     | 1834 m        | 1741 m      | 0093 m      | Skandinávie                       |
| 57  | Smolikas                     | Řecko                      | 2637 m        | 1736 m      | 0901 m      | Balkánský poloostrov              |
| 58  | Antelao                      | Itálie                     | 3264 m        | 1735 m      | 1529 m      | Alpy                              |
| 59  | Newtontoppen                 | Norsko (Svalbard)          | 1717 m        | 1717 m      | 0000 m      | Ostrovy Severního ledového oceánu |
| 60  | Serra Dolcedorme             | Itálie                     | 2267 m        | 1715 m      | 0552 m      | Itálie a přilehlé ostrovy         |
| 61  | Pointe d'Arcalod             | Francie                    | 2217 m        | 1713 m      | 0504 m      | Alpy                              |
| 62  | Montalto                     | Itálie                     | 1955 m        | 1709 m      | 0246 m      | Itálie a přilehlé ostrovy         |
| 63  | Grintovec                    | Slovinsko                  | 2558 m        | 1706 m      | 0852 m      | Alpy                              |
| 64  | Grosser Priel                | Rakousko                   | 2515 m        | 1705 m      | 0810 m      | Alpy                              |
| 65  | Giona                        | Řecko                      | 2510 m        | 1702 m      | 0808 m      | Balkánský poloostrov              |
| 66  | Pico Almanzor                | Španělsko                  | 2592 m        | 1690 m      | 0902 m      | Pyrenejský poloostrov             |
| 67  | Grigna Settentrionale        | Itálie                     | 2409 m        | 1686 m      | 0723 m      | Alpy                              |
| 68  | Monte Bondone                | Itálie                     | 2180 m        | 1679 m      | 0501 m      | Alpy                              |
| 69  | Presanella                   | Itálie                     | 3558 m        | 1676 m      | 1882 m      | Alpy                              |
| 70  | Snøhetta                     | Norsko                     | 2286 m        | 1675 m      | 0611 m      | Skandinávie                       |
| 71  | Solunska Glava               | Severní Makedonie          | 2540 m        | 1666 m      | 0874 m      | Balkánský poloostrov              |
| 72  | Maja e Këndrëvices           | Albánie                    | 2121 m        | 1666 m      | 0455 m      | Balkánský poloostrov              |
| 73  | Birnhorn                     | Rakousko                   | 2634 m        | 1665 m      | 0969 m      | Alpy                              |
| 74  | Col Nudo                     | Itálie                     | 2471 m        | 1644 m      | 0827 m      | Alpy                              |
| 75  | Pointe Percée                | Francie                    | 2750 m        | 1643 m      | 1107 m      | Alpy                              |
| 76  | Ainos                        | Řecko (Kefalonia)          | 1628 m        | 1628 m      | 0000 m      | Řecké ostrovy a Peloponés         |
| 77  | Fengari                      | Řecko (Samothrace)         | 1611 m        | 1611 m      | 0000 m      | Řecké ostrovy a Peloponés         |
| 78  | Jôf di Montasio              | Itálie                     | 2753 m        | 1597 m      | 1156 m      | Alpy                              |
| 79  | Radomir                      | Bulharsko/ Řecko           | 2031 m        | 1595 m      | 0436 m      | Balkánský poloostrov              |
| 80  | Liakoura (Parnas)            | Řecko                      | 2457 m        | 1590 m      | 0867 m      | Balkánský poloostrov              |
| 81  | Mölltaler Polinik            | Rakousko                   | 2784 m        | 1579 m      | 1205 m      | Alpy                              |
| 82  | Puy de Sancy                 | Francie                    | 1885 m        | 1578 m      | 0307 m      | Francouzské středohoří            |
| 83  | Monte Cimone                 | Itálie                     | 2165 m        | 1577 m      | 0588 m      | Itálie a přilehlé ostrovy         |
| 84  | Store Lenangstind            | Norsko                     | 1624 m        | 1576 m      | 0048 m      | Skandinávie                       |
| 85  | Tödi                         | Švýcarsko                  | 3614 m        | 1570 m      | 2044 m      | Alpy                              |
| 86  | Birkkarspitze                | Rakousko                   | 2749 m        | 1569 m      | 1180 m      | Alpy                              |
| 87  | Botev                        | Bulharsko                  | 2376 m        | 1567 m      | 0809 m      | Balkánský poloostrov              |
| 88  | Pietrosul Rodnei             | Rumunsko                   | 2303 m        | 1565 m      | 0738 m      | Karpaty                           |
| 89  | Mali i Çikës                 | Albánie                    | 2044 m        | 1563 m      | 0481 m      | Balkánský poloostrov              |
| 90  | Ellmauer Halt                | Rakousko                   | 2344 m        | 1551 m      | 0793 m      | Alpy                              |
| 91  | Gora Kruzenšterna            | Rusko (Nová země)          | 1549 m        | 1549 m      | 0000 m      | Ostrovy Severního ledového oceánu |
| 92  | Grande Tête de l'Obiou       | Francie                    | 2790 m        | 1542 m      | 1248 m      | Alpy                              |
| 93  | Roman-Koš                    | Ukrajina                   | 1545 m        | 1541 m      | 004 m       | Krym                              |
| 94  | Maja e Valamarës             | Albánie                    | 2373 m        | 1526 m      | 0847 m      | Balkánský poloostrov              |
| 95  | Hochtor                      | Rakousko                   | 2369 m        | 1520 m      | 0849 m      | Alpy                              |
| 96  | Sarektjåkkå                  | Švédsko                    | 2089 m        | 1519 m      | 0570 m      | Skandinávie                       |
| 97  | Grimming                     | Rakousko                   | 2351 m        | 1518 m      | 0833 m      | Alpy                              |
| 98  | Grand Combin                 | Švýcarsko                  | 4314 m        | 1517 m      | 2797 m      | Alpy                              |
| 99  | Pelister                     | Severní Makedonie          | 2601 m        | 1516 m      | 1085 m      | Balkánský poloostrov              |
| 100 | La Tournette                 | Francie                    | 2351 m        | 1514 m      | 0837 m      | Alpy                              |
| 101 | Psili Koryfi                 | Řecko                      | 1589 m        | 1514 m      | 0075 m      | Balkánský poloostrov              |
| 102 | Piz Kesch                    | Švýcarsko                  | 3418 m        | 1502 m      | 1916 m      | Alpy                              |
| 103 | Zirbitzkogel                 | Rakousko                   | 2396 m        | 1502 m      | 0894 m      | Alpy                              |
| 104 | Cima Brenta                  | Itálie                     | 3151m         | 1501 m      | 1650 m      | Alpy                              |
|     |                              |                            |               |             |             |                                   |

## Mimo Evropu
Následující tabulka uvádí ultraprominentní vrcholy ležící v zemích, které jsou řazeny k Evropě, ale geograficky patří do Asie (viz hranice mezi Evropou a Asií) nebo Afriky.
| #  | Vrchol                 | Země                  | Výška m n. m. | Promi nence | Klíč. sedlo | Oblast                    |
| -- | ---------------------- | --------------------- | ------------- | ----------- | ----------- | ------------------------- |
| 1  | Elbrus                 | Rusko                 | 5642 m        | 4741 m      | 000901 m    | Asie: Kavkaz              |
| 2  | Pico del Teide         | Španělsko (Kanáry)    | 3715 m        | 3715 m      | 0000 m      | Afrika: Ostrovy Atlantiku |
| 3  | Bazardüzü              | Rusko/ Ázerbájdžán    | 4466 m        | 2454 m      | 2012 m      | Asie: Kavkaz              |
| 4  | Roque de los Muchachos | Španělsko (Kanáry)    | 2423 m        | 2423 m      | 0000 m      | Afrika: Ostrovy Atlantiku |
| 5  | Kazbek                 | Rusko/ Gruzie         | 5034 m        | 2353 m      | 2681 m      | Asie: Kavkaz              |
| 6  | Tebulosmta             | Rusko/ Gruzie         | 4493 m        | 2145 m      | 2348 m      | Asie: Kavkaz              |
| 7  | Aragac                 | Arménie               | 4090 m        | 2143 m      | 1947 m      | Asie: Kavkaz              |
| 8  | Dychtau                | Rusko                 | 5205 m        | 2002 m      | 3203 m      | Asie: Kavkaz              |
| 9  | Pico de las Nieves     | Španělsko (Kanáry)    | 1949 m        | 1949 m      | 0000 m      | Afrika: Ostrovy Atlantiku |
| 10 | Pico Ruivo             | Portugalsko (Madeira) | 1861 m        | 1861 m      | 0000 m      | Afrika: Ostrovy Atlantiku |
| 11 | Djultydag              | Rusko                 | 4127 m        | 1834 m      | 2293 m      | Asie: Kavkaz              |
| 12 | Kaputadžuch            | Arménie/ Ázerbájdžán  | 3905 m        | 1820 m      | 2085 m      | Asie: Kavkaz              |
| 13 | Addala Šukgelmezr      | Rusko                 | 4152 m        | 1812 m      | 2340 m      | Asie: Kavkaz              |
| 14 | Šoani, též Šan         | Rusko/ Gruzie         | 4451 m        | 1775 m      | 2676 m      | Asie: Kavkaz              |
| 15 | Olympos                | Kypr                  | 1952 m        | 1952 m      | 0000 m      | Asie: Kypr                |
| 16 | Pico Malpaso           | Španělsko (Kanáry)    | 1501 m        | 1501 m      | 0000 m      | Afrika: Ostrovy Atlantiku |